# Cuevas de San Marcos
Cuevas de San Marcos is een gemeente in de Spaanse provincie Málaga in de regio Andalusië met een oppervlakte van 37 km². In 2007 telde Cuevas de San Marcos 4048 inwoners.